# Alexander Szelig
Alexander Szelig   (Werdau, 6 de febrer de 1966) és un pilot de bob alemany, ja retirat, que va competir durant les dècades de 1980 i 1990. Durant la seva carrera esportiva va prendre part en quatre edicions dels Jocs Olímpics d'Hivern, el 1988, 1992, 1994 i 1998. Nascut a Saxònia, va defensar la República Democràtica Alemanya fins a la reunificació alemanya.
El millor resultat el va obtenir als Jocs de Lillehammer de 1994, on guanyà la medalla d'or en la prova de bobs a quatre del programa de bob. Formà equip amb Harald Czudaj, Karsten Brannasch i Olaf Hampel.
En el seu palmarès també destaquen una medalla de plata i dues de bronze al Campionat del món de bob, així com tres ors i tres bronzes al Campionat d'Europa de bob.